# TT Assen 1983
De TT Assen 1983 was de achtste Grand Prix van wereldkampioenschap wegrace voor motorfietsen in het seizoen 1983. De races werden verreden op 25 juni 1983 op het TT Circuit in Assen.

## Algemeen
Voor 140.000 toeschouwers scoorde Kenny Roberts zijn eerste zege in de TT Assen, maar de Grand Prix werd overschaduwd door een ernstig ongeval van Franco Uncini. Aan de TT van Assen werd een race om het wereldkampioenschap Formula One toegevoegd, een vervanging van de weggevallen race op het circuit van Vila Real. Daardoor werd de WK-status behouden, want de FIM eiste daarvoor ten minste drie wedstrijden. De zijspanklasse werd niet als sluitstuk van de dag verreden, maar nog voor de middagpauze. Daarmee werd voorkomen dat het (meestal buitenlandse) publiek dat niet geïnteresseerd was in de zijspanrace de tribunes voortijdig zou verlaten.

## 500 cc
De fabrieks-Yamaha's startten al het hele seizoen slecht en dat gebeurde ook in Assen. Na de eerste ronde kwamen Kenny Roberts en Eddie Lawson als achtste en dertiende door, terwijl Freddie Spencer leidde voor Takazumi Katayama en Randy Mamola. In de tweede ronde viel Franco Uncini in de haakse bocht bij de Bedeldijk. Hij lag dicht bij het gras en besloot op te springen om zichzelf in veiligheid te brengen, maar werd te laat opgemerkt door Wayne Gardner, die probeerde hem via datzelfde gras te ontwijken. Gardner raakte Uncini vol op zijn helm, die daarbij afvloog en Uncini bleef roerloos op het asfalt liggen. Uncini werd naar het ziekenhuis in Assen gebracht, maar vervolgens meteen naar het Academisch Ziekenhuis Groningen, waar men een hersenkneuzing, twee gebroken ribben en een gebroken neusbotje constateerde. Intussen kwam Roberts steeds verder naar voren en in de achtste ronde maakte hij gebruik van het passeren van een achterblijver om zeer dicht achter Spencer te kruipen. Uiteindelijk nam hij de leiding en hij sleepte Katayama mee. Spencer had bandenproblemen gekregen en kon het tweetal niet meer volgen. Het was wel duidelijk dat Katayama zou moeten wachten op Spencer, anders zou hij hem kostbare WK-punten afsnoepen, maar dat gebeurde niet. Katayama zou nog meer voor Spencer betekenen als hij Roberts van de overwinning zou afhouden en in de laatste ronde leek dat ook te lukken. Roberts had geen idee dat Katayama slechts enkele meters achter hem reed en finishte met een wheelie, wat nog eens extra tijd kostte. Daardoor kwam Katayama slechts 0,2 seconde later over de finish. Freddie Spencer had overigens geen enkel probleem met de actie van Katayama. Hij vond stalorders niet nodig en vond dat hij elk punt zelf moest verdienen. 

### Uitslag 500 cc
| Pos | Coureur             | Merk              | Tijd            | Grid            | Punten |
| --- | ------------------- | ----------------- | --------------- | --------------- | ------ |
| 1   | Kenny Roberts       | Marlboro-Yamaha   | 45"29'12        | 1               | 15     |
| 2   | Takazumi Katayama   | HRC-Honda         | 45"29'31        | 3               | 12     |
| 3   | Freddie Spencer     | HRC-Honda         | 46"36'06        | 2               | 10     |
| 4   | Randy Mamola        | HB-Suzuki         |                 | 4               | 8      |
| 5   | Eddie Lawson        | Marlboro-Yamaha   |                 | 7               | 6      |
| 6   | Jack Middelburg     | Honda             |                 | 9               | 5      |
| 7   | Marc Fontan         | Sonauto-Yamaha    |                 | 6               | 4      |
| 8   | Boet van Dulmen     | Bakker-Suzuki     |                 | 8               | 3      |
| 9   | Raymond Roche       | Honda             |                 | 10              | 2      |
| 10  | Mark Salle          | Suzuki            |                 |                 | 1      |
| 11  | Stuart Avant        | Suzuki            |                 |                 |        |
| 12  | Norman Brown        | Suzuki            |                 |                 |        |
| 13  | Henk de Vries       | Suzuki            |                 | 31              |        |
| 14  | Rob Punt            | Suzuki            |                 | 29              |        |
| 15  | Eero Hyvärinen      | Suzuki            |                 |                 |        |
| 16  | Ernst Gschwender    | Suzuki            |                 |                 |        |
| 17  | Fabio Biliotti      | Honda             |                 |                 |        |
| 18  | Philippe Coulon     | Suzuki            |                 |                 |        |
| 19  | Rinus van Kasteren  | Suzuki            |                 | 33              |        |
| 20  | Borge Nielsen       | Suzuki            |                 |                 |        |
| 21  | Franz Kaserer       | Suzuki            |                 |                 |        |
| 22  | Johan van Eijk      | Suzuki            |                 | 36              |        |
| DNF | Marco Lucchinelli   | HRC-Honda         | Vastloper       | Vastloper       |        |
| DNF | Franco Uncini       | HB-Gallina-Suzuki |                 | 5               |        |
| DNF | Sergio Pellandini   | Suzuki            | Versnellingsbak | Versnellingsbak |        |
| DNF | Barry Sheene        | Suzuki            | Stroomlijnkuip  | Stroomlijnkuip  |        |
| DNF | Wolfgang von Muralt | Suzuki            | Val             |                 |        |
| DNF | Dennis Ireland      | Suzuki            | Vastloper       | Vastloper       |        |
| DNF | Chris Guy           | Suzuki            | Val             |                 |        |
| DNF | Peter Sjöström      | Suzuki            |                 |                 |        |
| DNF | Steve Parrish       | Yamaha            | Opgave          | Opgave          |        |
| DNF | Franck Gross        | Honda             |                 |                 |        |
| DNF | Wayne Gardner       | Honda             | Val             |                 |        |
| DNF | Jon Ekerold         | Suzuki            | Val             |                 |        |
| DNF | Roger Marshall      | Honda             | Vastloper       | Vastloper       |        |
| DNF | Keith Huewen        | Suzuki            |                 |                 |        |
| DNQ | Ron Haslam          | HRC-Honda         | Blessure        | Blessure        |        |
| DNQ | Toni Mang           | HB-Suzuki         | Blessure        |                 |        |
| DNQ | Virginio Ferrari    | Cagiva            |                 |                 |        |

### Top tien tussenstand 500cc-klasse
| Pos. | Coureur           | Merk              | Ptn. |
| ---- | ----------------- | ----------------- | ---- |
| 1    | Freddie Spencer   | HRC-Honda         | 93   |
| 2    | Kenny Roberts     | Marlboro-Yamaha   | 85   |
| 3    | Randy Mamola      | HB-Suzuki         | 60   |
| 4    | Takazumi Katayama | HRC-Honda         | 54   |
| 5    | Eddie Lawson      | Marlboro-Yamaha   | 48   |
| 6    | Marc Fontan       | Sonauto-Yamaha    | 38   |
| 7    | Marco Lucchinelli | HRC-Honda         | 31   |
| 8    | Franco Uncini     | HB-Gallina-Suzuki | 30   |
| 9    | Ron Haslam        | HRC-Honda         | 20   |
| 10   | Raymond Roche     | Honda             | 17   |

## 250 cc
Carlos Lavado was in de trainingen ruim 1½ seconde sneller dan zijn concurrenten, maar kreeg bij de start zijn Yamaha moeilijk aan de praat waardoor hij meteen ver terugviel. Martin Wimmer, Christian Sarron en Patrick Fernandez kwamen zelfs helemaal in het achterveld terecht, terwijl Manfred Herweh en Hervé Guilleux de leiding namen. Herweh begon in het verloop van de race echter plaatsen te verliezen en Thierry Espié begon als koploper aan de tweede ronde. Intussen was Carlos Lavado aan zijn opmars begonnen en in de vijfde ronde nam hij de leiding over van Guilleux. Lavado maakte een tamelijk wilde rit mee, want tijdens zijn inhaalrace had hij zich al een paar keer verremd en nu hij op kop lag brak enkele keren zijn achterwiel uit. Toch bouwde hij zijn voorsprong uit, die aan het einde ruim vier seconden op zijn teamgenoot Iván Palazzese bedroeg. 

### Uitslag 250 cc
| Pos | Coureur                | Merk              | Tijd     | Grid     | Punten |
| --- | ---------------------- | ----------------- | -------- | -------- | ------ |
| 1   | Carlos Lavado          | Venemotos-Yamaha  | 45"13'77 | 1        | 15     |
| 2   | Iván Palazzese         | Venemotos-Yamaha  | 45"17'79 | 10       | 12     |
| 3   | Hervé Guilleux         | Kawasaki          | 45"18'04 | 4        | 10     |
| 4   | Jean-Louis Guignabodet | Yamaha            |          |          | 8      |
| 5   | Martin Wimmer          | Mitsui-Yamaha     |          | 9        | 6      |
| 6   | Thierry Espié          | Chevallier-Yamaha |          |          | 5      |
| 7   | Didier de Radiguès     | Chevallier-Yamaha |          | 8        | 4      |
| 8   | Christian Estrosi      | Pernod            |          |          | 3      |
| 9   | Jacques Cornu          | Hostettler-Yamaha |          | 3        | 2      |
| 10  | Donnie McLeod          | Yamaha            |          |          | 1      |
| 11  | Alan North             | Yamaha            |          |          |        |
| 12  | Jean-Michel Mattioli   | Yamaha            |          |          |        |
| 13  | Edwin Weibel           | Yamaha            |          |          |        |
| 14  | Tony Head              | Armstrong-Rotax   |          |          |        |
| 15  | Paolo Ferretti         | Rotax             |          |          |        |
| 16  | Carlos Cardús          | JJ Cobas-Rotax    |          |          |        |
| 17  | Herbert Bessendorfer   | Yamaha            |          |          |        |
| 18  | Peter Looijesteijn     | Waddon            |          | 21       |        |
| 19  | Graeme McGregor        | EMC-Rotax         |          |          |        |
| 20  | Con Law                | EMC-Rotax         |          |          |        |
| 21  | Teruo Fukuda           | Yamaha            |          |          |        |
| 22  | Bruno Lüscher          | Yamaha            |          |          |        |
| DNF | Christian Sarron       | Sonauto-Yamaha    | Val      | 2        |        |
| DNF | Manfred Herweh         | Real-Rotax        | Val      | 7        |        |
| DNF | Jean-François Baldé    | Chevallier-Yamaha | Val      |          |        |
| DNF | Patrick Fernandez      | Yamaha            |          | 6        |        |
| DNF | Alan Carter            | Mitsui-Yamaha     | Val      | 5        |        |
| DNF | Thierry Rapicault      | Sonauto-Yamaha    | Val      |          |        |
| DNF | Guy Bertin             | MBA               |          |          |        |
| DNF | Roland Freymond        | Armstrong-Rotax   |          |          |        |
| DNF | Jean-Marc Toffolo      | Morena-Rotax      |          |          |        |
| DNF | Harald Eckl            | Yamaha            |          |          |        |
| DNF | Massimo Matteoni       | Yamaha            |          |          |        |
| DNF | Bernard Fau            | Yamaha            |          |          |        |
| DNF | Siegfried Minich       | Rotax             |          |          |        |
| DNF | Mar Schouten           | MBA               |          | 27       |        |
| DNQ | Jean-Louis Tournadre   | Yamaha            | Blessure | Blessure |        |
| DNQ | Sito Pons              | JJ Cobas-Rotax    | Blessure | Blessure |        |
| DNQ | Jeffrey Sayle          | Bartol            |          |          |        |

### Top tien tussenstand 250cc-klasse
| Pos. | Coureur             | Merk                 | Ptn. |
| ---- | ------------------- | -------------------- | ---- |
| 1    | Carlos Lavado       | Venemotos-Yamaha     | 72   |
| 2    | Didier de Radiguès  | Chevallier-Yamaha    | 48   |
| 3    | Hervé Guilleux      | Kawasaki             | 45   |
| 4    | Manfred Herweh      | Real-Rotax           | 40   |
| 5    | Christian Sarron    | Sonauto-Yamaha       | 36   |
| 6    | Thierry Espié       | Chevallier-Yamaha    | 35   |
| 7    | Martin Wimmer       | Mitsui-Yamaha        | 33   |
| 8    | Jean-François Baldé | Chevallier-Yamaha    | 32   |
| 9    | Jacques Cornu       | Hostettler-Yamaha    | 28   |
| 10   | Patrick Fernandez   | Bimota-Bartol/Yamaha | 26   |

## 125 cc
Eugenio Lazzarini had wel de snelste trainingstijd, maar bij de start was hij als voorlaatste vertrokken. De leiding werd genomen door Ángel Nieto, Bruno Kneubühler en Ricardo Tormo. Vanaf dat moment begon het al zo vaak opgevoerde toneelstuk waarvan Nieto de regisseur was. Hij bepaalde waar en wanneer Kneubühler voorbij mocht komen om hem vervolgens weer in te halen. Daardoor bleef het tempo laag en konden Johnny Wickström en Gerhard Waibel aanvankelijk nog redelijk volgen. Nieto wachtte op Lazzarini, onwetend van diens slechte start, maar toen die niet verscheen probeerde hij Tormo op de tweede plaats te krijgen omdat die in de WK-stand minder gevaarlijk was dan Kneubühler. Vijf ronden voor de finish begon de Garelli van Nieto slechter te lopen, maar hij wist Tormo toch nipt voor te blijven. Tormo verklaarde na de race dat hij Nieto wel had kunnen inhalen, maar dat niet gedaan had om zijn 50cc-contract met Garelli niet in gevaar te brengen. Kneubühler had wat problemen met zijn remmen gekregen, maar was vooral gehinderd door de regen van benzine die uit de tankontluchting van Nieto's machine kwam. 

### Uitslag 125 cc
| Pos | Coureur              | Merk      | Tijd       | Grid | Punten |
| --- | -------------------- | --------- | ---------- | ---- | ------ |
| 1   | Ángel Nieto          | Garelli   | 44"05'54   | 7    | 15     |
| 2   | Ricardo Tormo        | MBA       | 44"05'75   | 5    | 12     |
| 3   | Bruno Kneubühler     | MBA       | 44"06'15   | 2    | 10     |
| 4   | Gerhard Waibel       | Seel-MBA  |            |      | 8      |
| 5   | Johnny Wickström     | MBA       |            |      | 6      |
| 6   | Hans Müller          | Seel-MBA  |            | 3    | 5      |
| 7   | Eugenio Lazzarini    | Garelli   |            | 1    | 4      |
| 8   | Pierluigi Aldrovandi | MBA       |            |      | 3      |
| 9   | Jean-Claude Selini   | MBA       |            |      | 2      |
| 10  | Fausto Gresini       | MBA       |            | 6    | 1      |
| 11  | Stefan Dörflinger    | MBA       |            | 9    |        |
| 12  | Helmut Lichtenburg   | MBA       |            |      |        |
| 13  | Alfred Waibel        | Real      |            |      |        |
| 14  | Henk van Kessel      | MBA       |            | 19   |        |
| 15  | August Auinger       | MBA       |            | 10   |        |
| 16  | Stefano Caracchi     | MBA       |            |      |        |
| 17  | Willy Pérez          | MBA       |            |      |        |
| 18  | Anton Straver        | MBA       |            | 24   |        |
| 19  | Lucio Pietroniro     | MBA       |            |      |        |
| 20  | Jacky Hutteau        | MBA       |            |      |        |
| 21  | Janez Pintar         | MBA       |            |      |        |
| 22  | Boy van Erp          | MBA       |            | 28   |        |
| 23  | Jikka Jaakkola       | MBA       |            |      |        |
| 24  | Ton Spek             | MBA       |            | 27   |        |
| 25  | Paul Bordes          | MBA       |            |      |        |
| 26  | Olivier Liégeois     | Sanvenero |            |      |        |
| 27  | Kees van der Ven     | MBA       |            | 29   |        |
| 28  | Per-Edvard Carlsson  | MBA       |            |      |        |
| DNF | Maurizio Vitali      | MBA       |            | 8    |        |
| DNF | Pier Paolo Bianchi   | Sanvenero |            | 4    |        |
| DNF | Erich Klein          | MBA       |            |      |        |
| DNF | Hugo Vignetti        | MBA       |            |      |        |
| DNF | Willem Heykoop       | Sanvenero | Krukas     | 25   |        |
| DNF | Hans Spaan           | MBA       |            | 34   |        |
| DNF | Martin van Soest     | MBA       | Krukas     | 30   |        |
| DNF | Jan Eggens           | EGA       | Zuigerveer | 36   |        |

### Top tien tussenstand 125cc-klasse
| Pos. | Coureur            | Merk        | Ptn. |
| ---- | ------------------ | ----------- | ---- |
| 1    | Ángel Nieto        | Garelli     | 75   |
| 2    | Eugenio Lazzarini  | Garelli     | 52   |
| 3    | Bruno Kneubühler   | MBA         | 49   |
| 4    | Maurizio Vitali    | MBA         | 41   |
| 5    | Ricardo Tormo      | MBA         | 36   |
| 6    | Pier Paolo Bianchi | Sanvenero   | 30   |
| 7    | Johnny Wickström   | MBA         | 26   |
| 8    | Stefano Caracchi   | MBA         | 18   |
| 8    | Fausto Gresini     | MBA/Garelli | 18   |
| 10   | Jean-Claude Selini | MBA         | 16   |
| 10   | Hans Müller        | Seel-MBA    | 16   |

## 50 cc
De beide Garelli-rijders Eugenio Lazzarini en Ricardo Tormo kwamen niet goed weg bij de start, waardoor Stefan Dörflinger de leiding nam voor George Looijesteijn, Hagen Klein, Claudio Lusuardi en Paul Rimmelzwaan. Na twee ronden zat Lazzarini al op de tweede plaats vlak achter Dörflinger en Tormo kwam ook snel naar voren. Looijesteijn (vastloper) en Rimmelzwaan (motor te heet) vielen allebei uit. In de vierde ronde nam Lazzarini de leiding over van Dörflinger, die zich leek te beperken tot volgen om in de laatste ronde toe te slaan. Zijn aanval kwam echter net te laat en Lazzarini won met 0,3 seconde voorsprong. De spanning in de 50cc-klasse bereikte haar hoogtepunt, want met nog slechts één race te gaan stonden Dörflinger en Lazzarini nu samen bovenaan in het kampioenschap.

### Uitslag 50 cc
| Pos | Coureur             | Merk         | Tijd        | Grid | Punten |
| --- | ------------------- | ------------ | ----------- | ---- | ------ |
| 1   | Eugenio Lazzarini   | Garelli      | 31"25'15    | 2    | 15     |
| 2   | Stefan Dörflinger   | Kreidler     | 31"25'45    | 1    | 12     |
| 3   | Ricardo Tormo       | Garelli      | 32"05'75    | 3    | 10     |
| 4   | Claudio Lusuardi    | Villa        |             | 9    | 8      |
| 5   | Hagen Klein         | FKN-Kreidler |             | 7    | 6      |
| 6   | Theo Timmer         | Casal        |             | 10   | 5      |
| 7   | Rainer Kunz         | FKN-Kreidler |             | 5    | 4      |
| 8   | Rainer Scheidauer   | Kreidler     |             |      | 3      |
| 9   | Hans Spaan          | Kreidler     |             | 6    | 2      |
| 10  | Jos van Dongen      | Kreidler     |             | 16   | 1      |
| 11  | Gerhard Singer      | Kreidler     |             |      |        |
| 12  | Zdravko Matulja     | Tomos        |             |      |        |
| 13  | Paul Bordes         | Moto 2L      |             |      |        |
| 14  | Otto Machinek       | Kreidler     |             |      |        |
| 15  | Bert Smit           | PRS          |             | 26   |        |
| 16  | Rini Vrijdag        | Kreidler     |             | 30   |        |
| 17  | Chris Baert         | Kreidler     |             |      |        |
| 18  | Gunter Schirnhofer  | Kreidler     |             |      |        |
| 19  | Mika-Sakari Komu    | Kreidler     |             |      |        |
| 20  | Wim de Jong         | Kreidler     |             | 27   |        |
| 21  | Gerhard Bauer       | Ziegler      | Ontsteking  |      |        |
| DNF | George Looijesteijn | Kreidler     | Vastloper   | 4    |        |
| DNF | Ingo Emmerich       | Kreidler     |             |      |        |
| DNF | Paul Rimmelzwaan    | Roton        | Koeling     | 8    |        |
| DNF | Hans Koopman        | Kreidler     | Cilinderkop | 25   |        |
| DNF | Thomas Engl         | M1           |             |      |        |
| DNF | Reiner Koster       | M1           |             |      |        |
| DNF | Ian McConnachie     | Rudge        |             |      |        |
| DNF | Kasimir Rapczynski  | Kreidler     |             |      |        |
| DNF | Joaquín Galí        | Bultaco      |             |      |        |
| DNF | Hans-Joachim Ritter | Kreidler     |             |      |        |
| DNF | Hans-Jürgen Hummel  | Sachs        |             |      |        |
| DNF | Anton Gevers        | Onbekend     |             |      |        |
| DNF | Bertus Grinwis      | Kreidler     |             |      |        |

### Top tien tussenstand 50cc-klasse
| Pos. | Coureur             | Merk         | Ptn. |
| ---- | ------------------- | ------------ | ---- |
| 1    | Stefan Dörflinger   | Kreidler     | 69   |
| 1    | Eugenio Lazzarini   | Garelli      | 69   |
| 3    | George Looijesteijn | Kreidler     | 34   |
| 4    | Hans Spaan          | Kreidler     | 29   |
| 5    | Claudio Lusuardi    | Villa        | 28   |
| 6    | Hagen Klein         | FKN-Kreidler | 27   |
| 7    | Rainer Kunz         | FKN-Kreidler | 21   |
| 8    | Gerhard Bauer       | Ziegler      | 20   |
| 9    | Reiner Scheidhauer  | Kreidler     | 16   |
| 10   | Ingo Emmerich       | Kreidler     | 14   |

## Zijspannen
Kort voor de start moesten Alain Michel en Claude Monchaud een reparatie aan hun koppeling uitvoeren en ze kwamen bij de start niet goed weg. Dat deden Rolf Biland en Kurt Waltisperg wel, gevolgd door Egbert Streuer en Bernard Schnieders. Die laatsten stonden nog tijdens de eerste ronde stil omdat hun brandstofpomp dienst weigerde. Na enkele klappen deed de pomp het weer, maar bij het rijden slipte de koppeling, die te heet was geworden. Streuer reed de pit in om de koppeling te laten afkoelen en hervatte de race juist op het moment dat koploper Biland passeerde. Biland had in de eerste ronde al een enorme voorsprong opgebouwd op Werner Schwärzel/Andreas Huber en kon het zich permitteren samen met Streuer een schijngevecht te leveren. Streuer - feitelijk met een ronde achterstand - passeerde Biland enkele malen en Biland speelde het spel mee door de leiding weer terug te nemen. Na tien ronden gaf Streuer de strijd op. 

### Uitslag zijspannen
| Pos | Coureur           | Bakkenist             | Merk                  | Tijd      | Grid | Punten |
| --- | ----------------- | --------------------- | --------------------- | --------- | ---- | ------ |
| 1   | Rolf Biland       | Kurt Waltisperg       | Krauser-LCR-Yamaha    | 42"56'29  | 1    | 15     |
| 2   | Werner Schwärzel  | Andreas Huber         | Krauser-Seymaz-Yamaha | 43"31'34  | 6    | 12     |
| 3   | Masato Kumano     | Kunio Takeshima       | LCR-Yamaha            | 43"49'00  | 5    | 10     |
| 4   | Trevor Ireson     | Donnie Williams       | Ireson-Yamaha         |           | 9    | 8      |
| 5   | Pentti Niinivaara | Vesa Bienek           | LCR-Yamaha            |           |      | 6      |
| 6   | Theo van Kempen   | Geral de Haas         | LCR-Yamaha            |           | 10   | 5      |
| 7   | Martin Kooij      | Raimond van der Groep | Kova-Yamaha           |           | 11   | 4      |
| 8   | Wolfgang Stropek  | Hans-Peter Demling    | LCR-Yamaha            |           |      | 3      |
| 9   | Jos Modder        | Erik de Groot         | LCR-Yamaha            |           | 18   | 2      |
| 10  | Amedeo Zini       | Carlo Sonaglia        | LCR-Yamaha            | +1 ronde  |      | 1      |
| 11  | Hans Hügli        | Karl Paul             | Seymaz-Yamaha         | +1 ronde  |      |        |
| DNF | Egbert Streuer    | Bernard Schnieders    | LCR-Yamaha            | Opgave    | 2    |        |
| DNF | Alain Michel      | Claude Monchaud       | Krauser-LCR-Yamaha    | Koppeling | 3    |        |
| DNF | Derek Jones       | Brian Ayres           | LCR-Yamaha            |           | 4    |        |
| DNF | Hein van Drie     | Willem van Dis        | LCR-Yamaha            | Vastloper | 7    |        |
| DNF | Frank Wrathall    | Phil Spendlove        | Seymaz-Yamaha         |           | 8    |        |
| DNF | Hermann Huber     | Wolfgang Möckel       | LCR-Yamaha            |           |      |        |
| DNF | Mick Barton       | Simon Birchall        | Windle-Yamaha         |           |      |        |
| DNF | Rolf Steinhausen  | Hermann Hahn          | Busch-Yamaha          | Ongeval   |      |        |

### Top tien tussenstand zijspanklasse
| Pos. | Coureur          | Bakkenist          | Merk                  | Ptn. |
| ---- | ---------------- | ------------------ | --------------------- | ---- |
| 1    | Rolf Biland      | Kurt Waltisperg    | Krauser-LCR-Yamaha    | 45   |
| 2    | Werner Schwärzel | Andreas Huber      | Krauser-Seymaz-Yamaha | 34   |
| 3    | Egbert Streuer   | Bernard Schnieders | LCR-Yamaha            | 25   |
| 4    | Masato Kumano    | Kunio Takeshima    | LCR-Yamaha            | 20   |
| 5    | Alain Michel     | Claude Monchaud    | Krauser-LCR-Yamaha    | 17   |
| 6    | Trevor Ireson    | Ashley Wooller     | Ireson-Yamaha         | 16   |
| 7    | Frank Wrathall   | Phil Spendlove     | Seymaz-Yamaha         | 14   |
| 8    | Mick Barton      | Simon Birchall     | Windle-Yamaha         | 12   |
| 9    | Hermann Huber    | Wolfgang Möckel    | LCR-Yamaha            | 11   |
| 9    | Alfred Zurbrügg  | Martin Zurbrügg    | Seymaz-Yamaha         | 11   |
| 9    | Theo van Kempen  | Geral de Haas      | LCR-Yamaha            | 11   |

## Formula One
De Formula One TT was in 1977 ingesteld als doekje voor het bloeden toen de Isle of Man TT haar WK-status werd afgenomen. Officieel was het een echt wereldkampioenschap, dat vanaf 1979 uit twee races bestond: de TT van Man op de Snaefell Mountain Course en de Ulster Grand Prix op het Dundrod Circuit. Dat waren allebei stratencircuits, waar in 1982 het Portugese Vila Real aan was toegevoegd, maar dat was eenmalig. In 1983 werd in Assen voor het eerst op een permanent circuit gereden tijdens de Asser TT. Voor de TT-organisatie was dit een welkome vervanger voor de vervallen 350cc-klasse en het in 1979 beëndigde wereldkampioenschap Formule 750. De Formula One-race stond open voor tweetaktmotoren van 351- tot 500 cc en viertaktmotoren van 600- tot 1.000 cc. Alle toprijders gebruikten de zware viertakten: Honda had de Honda RS 850 R, Suzuki de Suzuki GS 1000 en Kawasaki de Kawasaki Z 1000. In de race nam Joey Dunlop meteen de leiding, maar zijn 850cc-Honda miste toch wat vermogen om de snelle Suzuki's van Mick Grant en Rob McElnea voor te blijven. Toch reed Dunlop acht ronden lang aan de leiding. Toen nam McElnea de leiding over en hij liep ver weg van Dunlop. Mick Grant leek Dunlop zelfs van de tweede plaats af te gaan houden, maar blies kort voor het einde van de race zijn motor op. Wayne Gardner reed op de derde plaats, steeds achterom kijkend of hij teamgenoot Roger Marshall kon helpen om Trevor Nation af te schudden. Dat lukte uiteindelijk: Marshall werd derde voor Gardner en Nation. 

### Uitslag Formula One
| Pos | Coureur            | Merk     | Tijd     | Grid | Punten |
| --- | ------------------ | -------- | -------- | ---- | ------ |
| 1   | Rob McElnea        | Suzuki   | 46"50'56 | 3    | 15     |
| 2   | Joey Dunlop        | Honda    | 47"05'37 | 2    | 12     |
| 3   | Roger Marshall     | Honda    | 48"08'99 | 4    | 10     |
| 4   | Wayne Gardner      | Honda    |          | 5    | 8      |
| 5   | Trevor Nation      | Suzuki   |          | 6    | 6      |
| 6   | Mark Salle         | Kawasaki |          |      | 5      |
| 7   | James Wells        | Kawasaki |          | 9    | 4      |
| 8   | Gerard Flameling   | Kawasaki |          | 8    | 3      |
| 9   | Peter Rubatto      | Kawasaki |          |      | 2      |
| 10  | Mark van der Endt  | Kawasaki |          | 7    | 1      |
| 11  | Peter Bühler       | Suzuki   |          |      |        |
| 12  | Kjell Watz         | Suzuki   |          |      |        |
| 13  | Sam McClements     | Suzuki   |          |      |        |
| 14  | Mario Rubatto      | Egli     |          |      |        |
| 15  | Bernard Murray     | Kawasaki |          |      |        |
| 16  | Mile Pajic         | Kawasaki |          |      |        |
| 17  | Bosse Granath      | Kawasaki |          |      |        |
| 18  | Hans-Otto Butenuth | Honda    |          |      |        |
| 19  | Gerrie van Rooijen | Honda    |          |      |        |
| 20  | Asa Moyce          | Kawasaki |          |      |        |
| 21  | Stefan Schmidtt    | Suzuki   |          |      |        |
| DNF | Mick Grant         | Suzuki   | Motor    | 1    |        |
| DNF | Henk van der Mark  | Kawasaki | Motor    |      |        |
| DNF | Kevin Wrettom      | Kawasaki |          |      |        |
| DNF | Dirk Brand         | Kawasaki |          |      |        |
| DNS | Dave Hiscock       | Suzuki   | Blessure |      |        |

### Top tien tussenstand Formula One
(na twee gereden wedstrijden)
| Pos. | Coureur          | Merk     | Ptn. |
| ---- | ---------------- | -------- | ---- |
| 1    | Joey Dunlop      | Honda    | 27   |
| 2    | Rob McElnea      | Suzuki   | 25   |
| 3    | Roger Marshall   | Honda    | 18   |
| 4    | Mick Grant       | Suzuki   | 12   |
| 4    | Trevor Nation    | Suzuki   | 12   |
| 6    | James Wells      | Kawasaki | 8    |
| 6    | Wayne Gardner    | Honda    | 8    |
| 8    | Sam McClements   | Suzuki   | 5    |
| 8    | Mark Salle       | Suzuki   | 5    |
| 10   | Dave Hiscock     | Suzuki   | 3    |
| 10   | Gerard Flameling | Kawasaki | 3    |

## Trivia

### Boycot
Als Zuid-Afrikaan had Alan North geen visum gekregen voor de wegraces in Raalte, maar op advies van het Ministerie van Welzijn, Volksgezondheid en Cultuur had hij dat vanwege het internationale karakter van de Dutch TT wel gekregen, ondanks een motie van PSP, die werd ondersteund door de PPR en de PVDA maar in de Tweede Kamer geen meerderheid kreeg. Landgenoot Jon Ekerold kende die problemen niet omdat hij ook nog beschikte over een Noors paspoort. 

### Cagiva
Cagiva kwam niet naar Assen omdat de motorfiets nog niet goed genoeg was. Jon Ekerold had wel gehoopt dat men zou komen, want hij wilde beslag laten leggen op het materiaal om 120.000 gulden van het team terug te vorderen.
1925 · 1926 · 1927 · 1928 · 1929 · 1930 · 1931 · 1932 · 1933 · 1934 · 1935 · 1936 · 1937 · 1938 · 1939 · 1940–1945 · 1946 · 1947 · 1948 · 1949 · 1950 · 1951 · 1952 · 1953 · 1954 · 1955 · 1956 · 1957 · 1958 · 1959 · 1960 · 1961 · 1962 · 1963 · 1964 · 1965 · 1966 · 1967 · 1968 · 1969 · 1970 · 1971 · 1972 · 1973 · 1974 · 1975 · 1976 · 1977 · 1978 · 1979 · 1980 · 1981 · 1982 · 1983 · 1984 · 1985 · 1986 · 1987 · 1988 · 1989 · 1990 · 1991 · 1992 · 1993 · 1994 · 1995 · 1996 · 1997 · 1998 · 1999 · 2000 · 2001 · 2002 · 2003 · 2004 · 2005 · 2006 · 2007 · 2008 · 2009 · 2010 · 2011 · 2012 · 2013 · 2014 · 2015 · 2016 · 2017 · 2018 · 2019 · 2021 · 2022 · 2023 · 2024 · 2025